# Oluta (municipalité)
La municipalité de Oluta est l'une des 212 municipalités de l'État de Veracruz, et est située dans la partie sud-est de cet État, au Mexique. Située au sud du golfe du Mexique, sur le flanc occidental de l'isthme de Tehuantepec, elle est traversée dans sa partie sud par un couloir de communication ferroviaire permettant de relier les océans Atlantique et Pacifique entre eux. Elle fait partie du bassin du fleuve Río Coatzacoalcos, dont elle occupe le versant ouest. Elle fait également partie de la Région Olmeca, qui est l'une des subdivisions administratives de l'État de Veracruz.

## Géographie
Le territoire de la municipalité d'Oluta s'étend du nord au sud sur les confins occidentaux du bassin du fleuve Río Coatzacoalcos, dont les ruisseaux qui l'irriguent sont tributaires. Situé dans la partie nord de son territoire de son territoire, son chef-lieu jouxte au sud la ville d'Acayucan. Il s'étend sur 77,9 km2, et comptait en 2010 une population de 14 784 habitants, pour une densité de 189,9 habitants par km2.
Elle fait partie de la "Zona metropolitana de Acayucan", composée des municipalités de Acayucan, Oluta et Soconusco.
Elle est limitrophe au nord de la municipalité de Soconusco, à l'ouest de celle d'Acayucan, au sud-ouest de celle de Sayula de Alemán et à l'est de celle de Texistepec.

## Composition et démographie
La municipalité était composée en 2010 de 65 localités, dont une seule était considérée comme urbaine, les autres étant rurales.
| Localité            | Population |
| ------------------- | ---------- |
| Oluta               | 12 709     |
| Tenejapa            | 533        |
| Correa              | 331        |
| Los Laureles        | 190        |
| Colonia Olmeca      | 159        |
| Reste des localités | 862        |
| Total population    | 14 784     |

En plus de l'espagnol, plusieurs langues amérindiennes sont parlées dans la municipalité, dont les principales sont par ordre d'importance : l'olutèque et le zapotèque.

## Histoire
La municipalité d'Oluta est créée en 1831.

## Économie

### Agriculture et élevage
La superficie des parcelles semées représentait, en 2014 une surface totale de 487 hectares, parmi lesquels 428 hectares voués à la culture du maïs, 18 hectares voués à la culture du jicama, une sorte de pois patate, et 25 hectares voués à la culture des oranges.
En 2014, la production de viande par tonnes comprenait 557,4 tonnes de viande bovine, 93,2 tonnes de viande porcine, 11,8 tonnes de viande ovine, 1700,2 tonnes de volailles et 2 tonnes de dinde. La superficie vouée à l'élevage représentait alors 5849 hectares.